# رود هان (کره)

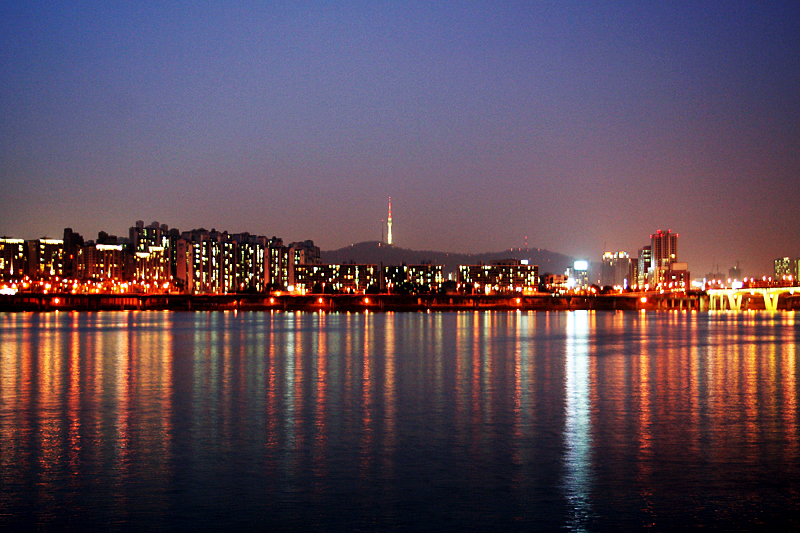
نمای شب از رود هان در سئول، کره جنوبی - ۲۰۰۶

رود هان یا هانگانگ یکی از رودهای اصلی در کره جنوبی است و پس از یالو، تومن و رود ناکدانگ چهارمین رود بلند این منطقه است. این رودخانه با دو رود کوچکتر در کوه‌های شرقی آغاز می‌شود سپس سئول را پوشش می‌دهد.